# Bruno Molitor
Bruno Molitor (* 9. Januar 1927 in Linz am Rhein; † 20. Juni 2019 in Würzburg) war ein deutscher Ökonom und ordentlicher Professor für Volkswirtschaftslehre an der Universität Würzburg. Seine Schwerpunkte lagen in der Theorie der Wirtschaftsordnung und der Sozialpolitik. Molitor veröffentlichte zahlreiche wissenschaftliche Schriften und Bücher zum Thema Wirtschaftspolitik, Lohn- und Arbeitsmarktpolitik sowie Wirtschaftsethik, er war Mitherausgeber des Hamburger Jahrbuchs für Wirtschafts- und Gesellschaftspolitik und veröffentlichte regelmäßig auch in Magazinen und Zeitungen Beiträge zu aktuellen Wirtschaftsthemen.

## Leben
Molitor wurde in Rheinland-Pfalz geboren und studierte Volkswirtschaftslehre in Mainz sowie ab 1950 in Tübingen, wo er das Studium als Diplom-Volkswirt abschloss und 1952 auch zum Dr. rer. pol. promoviert wurde. Nach seiner Habilitation in Hamburg im Jahr 1964 nahm er einen Ruf für Volkswirtschaftslehre an die Akademie für Wirtschaft und Politik an. Zwei Jahre später wurde Bruno Molitor Inhaber des Lehrstuhls für Volkswirtschaftslehre, insbesondere Wirtschaftsordnung und Sozialpolitik an die Universität Würzburg, wo das am Sanderring in der Sanderau befindliche Institut für Verteilungstheorie und Sozialpolitik leitete. Von 1977 bis 1979 wirkte er dort als Dekan. Trotz zahlreicher Rufe anderer Universitäten blieb Molitor der Universität Würzburg bis zu seiner Emeritierung im Jahr 1989 treu.

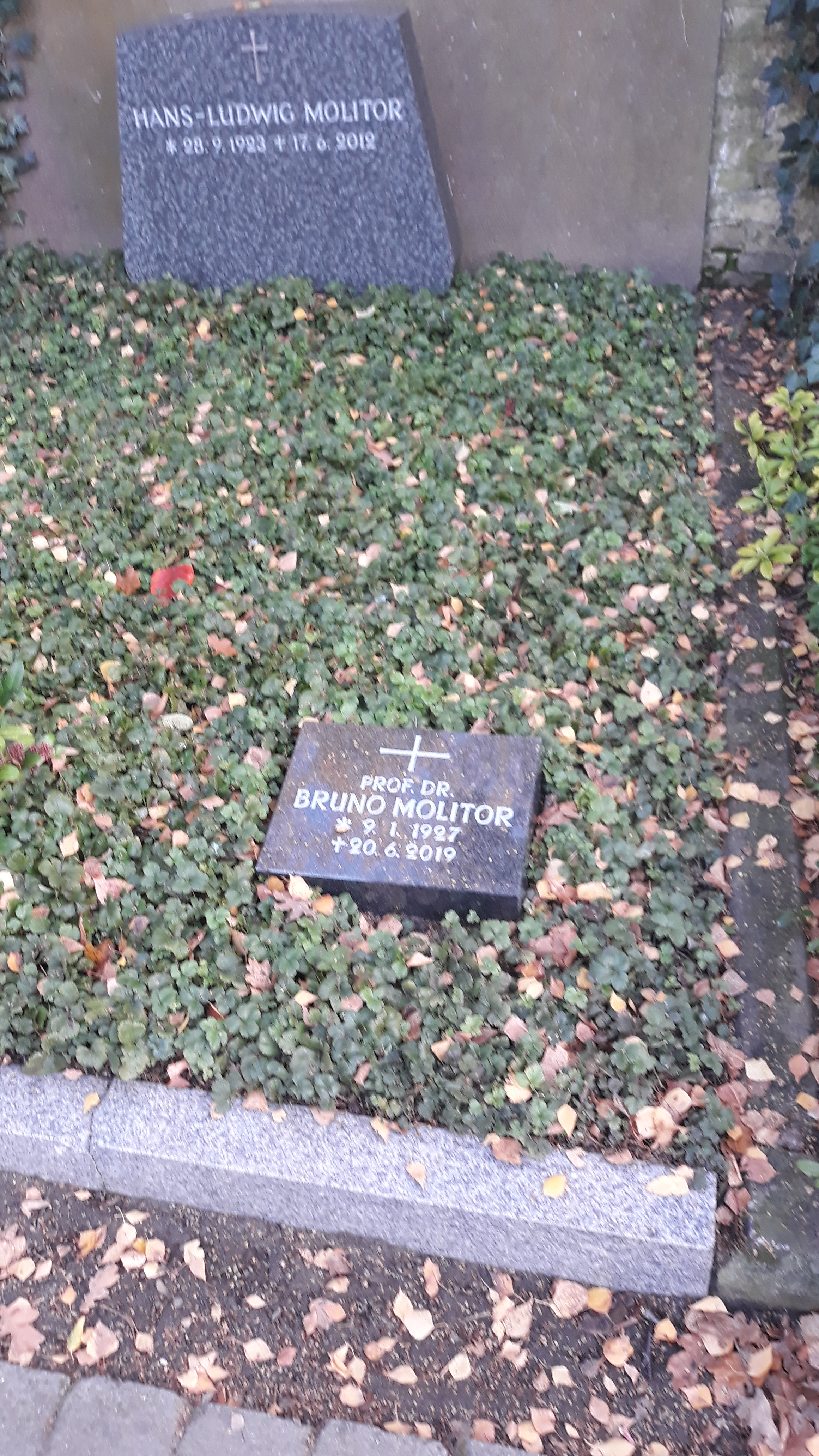
Das Grab von Bruno Molitor auf dem Zentralfriedhof Münster

Bruno Molitor gehörte zu den profiliertesten Wirtschaftswissenschaftlern in Deutschland, der durch die interessante und verständliche Art seiner Beiträge regelmäßig auch die Öffentlichkeit erreichte.

## Veröffentlichungen (Auswahl)
- Vermögensverteilung als wirtschaftspolitisches Problem. 1965.
- Lohnt sich die Systemüberwindung? 1974.
- Verteilungspolitik in Perspektive. 1975.
- Sozialpolitik auf dem Prüfstand. 1976.
- Wissenschaft und Politik im Widerstreit. 1977.
- Lohnpolitik und Arbeitsmarkt. 1977.
- Die Moral der Wirtschaftsordnung. Bachem, Köln 1980, ISBN 3-7616-0565-X.
- Staatsversagen. 1981.
- Macht es der Staat besser als der Markt? 1982.
- Wohlfahrtsstaat. 1982.
- Sozialstaat auf dem Prüfstand. 1984.
- Umgang mit der totalitären Macht. 1984.
- Wirtschaftspolitik. 7. Auflage. Oldenbourg, München 2006, ISBN 3-486-58134-1.